# Revolution Ballroom
Albums de Nina Hagen
Street
(1991) FreuD Euch
(1995)
Revolution Ballroom est le huitième album (sixième en solo) studio de Nina Hagen sorti en 1993.

## Liste des titres
1. So Bad
2. Revolution Ballroom
3. Right on Time
4. Pollution Pirates
5. King of Hearts
6. Amore
7. Pillow Talk
8. Berlin
9. I'm Going to Live the Life
10. Gypsy Love
11. Omhaidakhandi